# Tony Conn
Tony Conn (* 1. Juni 1937 in Boston, Massachusetts als Harvey Cohen in Boston; † 19. März 2024) war ein US-amerikanischer Rockabilly-Sänger und Gitarrist und besonders wegen einer Fotoserie im Life Magazin bekannt.

## Leben
Conn trat bei regionalen Konzerten als Rockabilly Sänger und Gitarrist auf. Sein erster professioneller Vertrag wurde 1953 von dem damaligen Kongressabgeordneten, und späterem US-Präsident John F. Kennedy vermittelt, der sich von Conns Darbietung begeistert zeigte.
Als das Life Magazin in seiner Ausgabe vom 22. Dezember 1958 im Rahmen des Berichtes Rock 'n' Roll Rocks on vier großformatige Bilder von Conns wilder Bühnenshow aus dem New Yorker Apollo Theater abdruckte, erreichte Conn damit eine gewisse Popularität sowie seinen Beinamen The Wild Man.
Conn veröffentlichte 1959 zwei Singles auf Decca. Während des Rock-’n’-Roll-Revivals war Tony neben Johnny Legend, Ray Campi, Billy Zoom, Colin Winski und Jim Roup Mitglied in der Band The Rollin’ Rock Rebels. 1979 wurde er von Ronny Weiser zu neuen Aufnahmen überredet. Für Ronnys Rollin’ Rock Label spielte Conn seine alten Stücke erneut ein, nahm neues Material für ein Album auf und ging wieder auf Tour. Mit Ray Campi folgte 2002 ein weiteres Album.
Der Sänger spielte 1977 in dem Film Teenage Cruisers von Tom Denucci und Johnny Legend. In der Dokumentation Rebel Beat: The Story of LA Rockabilly trat Conn neben Künstlern wie Glen Glenn und Janis Martin auf.
Tony hatte zwei Kinder, Julie Ann Conn sowie einen Sohn. Zuletzt war Tony auf den Rollstuhl angewiesen und lebte in einem Altenheim. Auf seinem YouTube-Kanal veröffentlichte der Musiker „Hollywood“ Joe Nania regelmäßig Videos mit Auftritten von sich und Conn.
Tony Conn verstarb am 19. März 2024 an den Folgen einer Alzheimer-Krankheit und den Folgen einer COVID-19 Infektion.

## Diskografie

### Singles
- 1959: Like Wow / Dangerous Doll (Decca #30813)
- 1959: Run Rabbit Run / You Pretty Thing (Decca #30865)
- 1959: Like Wow / Dangerous Doll / Run Rabbit Run / You Pretty Thing (Brunswick EP #10629)
- 1979: Like Wow / Dangerous Doll (Neuaufnahmen) (Rollin' Rock #45-023)
- 1979: Rockin' with Jackie Lee / Birmingham Mama (Rollin' Rock #45-039)
- 1980: Touchin' While We Dance / New Orleans (Rollin' Rock #45-045)
- 1996: Rockabailly / Over the Hill (Real Music #3-45-96)

### Alben
- 1979: Total Insanity
- 2002: High School Hellcats Reunion (mit Ray Campi)

## Filmografie
- 1977: Teenage Cruisers
- 2007: Rebel Beat: The Story of LA Rockabilly